# Prosopocera viridecincta
Prosopocera viridecincta är en skalbaggsart. Prosopocera viridecincta ingår i släktet Prosopocera och familjen långhorningar.

## Underarter
Arten delas in i följande underarter:
- P. v. viridecincta
- P. v. stramentosa